# Fowlerton
Fowlerton – jednostka osadnicza w Stanach Zjednoczonych, w stanie Teksas, w hrabstwie La Salle.